# 砷青銅
砷青銅（英語：Arsenical bronze），又譯砷銅，砷白銅，中國古稱白銅，藥銀，是一種銅合金，使用砷來取代錫，製成青銅（bronze）。相對於錫，加入砷來煉製青銅，更易於鑄造各種器物。
在自然狀況下，銅礦石都含有微量的砷。在考古學上，砷銅特指是砷含量超過 1% 的青銅合金，用來區分出是刻意鑄造，還是在無意中自然製造出的銅器。砷含量在 0.5% 左右的銅合金，則稱為砷銅。

## 古代中國
在古代中國，道家煉丹術中，以砷加入銅，進行煉金術，煉出白色的金屬，稱為藥銀。砷的成份主要來自砒霜，用砒霜加入銅，就可煉製成白銅。